# Mystus atrifasciatus
Mystus atrifasciatus és una espècie de peix de la família dels bàgrids i de l'ordre dels siluriformes que es troba a Àsia: conques dels rius Mekong, Chao Phraya i Meklong.
Els mascles poden assolir els 15 cm de longitud total.